# Villa Cruce
Villa Cruce (auch: El Cruce) ist eine Ortschaft im Departamento Oruro im Hochland des südamerikanischen Anden-Staates Bolivien. 

## Lage im Nahraum
Villa Cruce ist eine kleine Siedlung im Kanton Challavito im Municipio Toledo in der Provinz Saucarí. Die Ortschaft liegt auf einer Höhe von 3723 m. Sie liegt an einem wichtigen überörtlichen Kreuzungspunkt der weitläufigen Ebene östlich der Serranía de Huayllamarca.

## Geographie
Villa Cruce liegt im östlichen Teil des bolivianischen Altiplano zwischen der Serranía de Huayllamarca im Westen und der Cordillera Azanaques im Osten, die wiederum Teil der bolivianischen Andengebirgskette der  Cordillera Central ist. Das Klima ist wegen der Äquatorlage ein typisches Tageszeitenklima und aufgrund der Höhenlage semiarid kühl und trocken.
Die mittlere Durchschnittstemperatur der Region liegt bei etwa 10 °C (siehe Klimadiagramm Oruro), die Monatsdurchschnittswerte schwanken nur wenig zwischen 6 °C im Juni/Juli und knapp 14 °C im November/Dezember. Der Jahresniederschlag beträgt nur 400 mm, mit einer deutlichen Trockenzeit von Mai bis August mit Monatsniederschlägen unter 10 mm, und einer kurzen Feuchtezeit von Dezember bis März mit 60–85 mm Monatsniederschlag.

## Verkehrsnetz
Villa Cruce liegt in einer Entfernung von 90 Straßenkilometern westlich von Oruro, der Hauptstadt des Departamentos. 
Von Oruro aus führt die asphaltierte Nationalstraße Ruta 1 nach Norden Richtung Caracollo und La Paz. Fünf Kilometer hinter Oruro zweigt eine unbefestigte Landstraße nach Nordwesten ab und überquert nach 44 Kilometern den Río Desaguadero. Von hier aus führt die Straße 26 Kilometer in südwestlicher Richtung über La Joya nach Lajma und weiter nach Chuquichambi, wo die Straße die Serranía de Huayllamarca durchquert. In nord-südlicher Richtung verläuft durch Lajma eine Verbindungsstraße zwischen den Ortschaften Papel Pampa im Norden und Villa Cruce im Süden.

## Bevölkerung
Die Einwohnerzahl der Ortschaft ist im vergangenen Jahrzehnt zurückgegangen:
| Jahr | Einwohner | Quelle       |
| ---- | --------- | ------------ |
| 1992 | .         | keine Daten  |
| 2001 | 23        | Volkszählung |
| 2012 | 17        | Volkszählung |
| 2024 |           | Volkszählung |

Die Region weist einen deutlichen Anteil an Aymara-Bevölkerung auf, in der Provinz Saucarí sprechen 69,2 Prozent der Bevölkerung die Aymara-Sprache.